# Ежиха (станция)
Ежиха — станция 4 класса Кировского региона Горьковской железной дороги. Находится в населённом пункте Ежиха Котельничского района Кировской области России.

## География
Расстояние до узловых станций (в километрах): Нижний Новгород-Сортировочный — 329, Котельнич I — 49.
Соседние станции (ТР4): 267426 753 км и 267515 Ежуры

## Инфраструктура
Имеется здание вокзала (одноэтажное, с двухэтажной пристройкой и кассой электричек).

## Движение по станции
Железнодорожная станция в населённом пункте относится к Кировскому отделению Горьковской железной дороги. Поезда дальнего следования проходят без остановки. Останавливаются пригородные поезда Ежиха — Киров-Пассажирский, Шахунья — Котельнич-2 — Киров-Пасс, Киров — Урень, Котельнич I — Нижний Новгород, Пижма — Киров.